# Joke Bouwstra
Johanna Aaltje ("Joke") Bouwstra (Hardenberg, 2 december 1956) is hoogleraar Toediening van farmaca aan de Universiteit Leiden aan de faculteit Wiskunde en Natuurwetenschappen. Ze verricht onderzoek naar de opname van geneesmiddelen door de huid en de huidbarrière in het algemeen. In 2013 werd ze lid van de Koninklijke Nederlandse Akademie van Wetenschappen.

## Loopbaan
Bouwstra promoveerde in 1985 aan de Universiteit Utrecht op het proefschrift Thermodynamic and structural investigations of binary systems. Aansluitend werd ze hoofddocent bij het Centre for Bio-Pharmaceutical Sciences (nu Leiden Academic Centre for Drug Research) aan de Universiteit Leiden. In juli 2003 werd ze aangesteld als hoogleraar Toediening van farmaca. Ze leidt de Skin Research Group en is sectieleider van de sectie Drug Delivery and Technology van het Leiden Academic Centre for Drug Research.

## Onderscheidingen
- 2005: Simon Stevin Meesterschap van de Technologiestichting STW[3]
- 2011: CE.R.I.E.S. Prix de la Recherche van Chanel[4][5]
- 2024: Ridder in de Orde van De Nederlandse Leeuw[6]

## Publicaties
Onder meer
- 2006: J.A. Bouwstra, M. Ponec: The skin barrier in healthy and diseased state, Biochimica et Biophysica Acta (BBA)-Biomembranes 1758 (12), 2080-2095
- 2004: Een veelzijdig grensvlak, Universiteit Leiden
- 2003: J.A. Bouwstra, P.L. Honeywell-Nguyen, G.S. Gooris, M. Ponec: Structure of the skin barrier and its modulation by vesicular formulations, Progress in lipid research 42 (1), 1-36
- 1998: Stratum corneum: structure, composition, and function, Malden, Mass. Blackwell Science 1998, Serie: The journal of investigative dermatology; Symposium proceedings
- 1994: H. Schreier, J. Bouwstra: Liposomes and niosomes as topical drug carriers: dermal and transdermal drug delivery, Journal of controlled release 30 (1), 1-15
- 1992: C.M. Lehr, J.A. Bouwstra, E.H. Schacht, H.E. Junginger: In vitro evaluation of mucoadhesive properties of chitosan and some other natural polymers, International journal of Pharmaceutics 78 (1-3), 43-48
- 1991: J.A. Bouwstra, G.S. Gooris, J.A. van der Spek, W. Bras: Structural investigations of human stratum corneum by small-angle X-ray scattering, Journal of Investigative Dermatology 97 (6), 1005-1012
- 1985: J.A. Bouwstra: Thermodynamic and structural investigations of binary systems (Thermodynamisch- en structuuronderzoek aan binaire systemen), proefschrift 23 mei 1985, Universiteit Utrecht